# Abdurrahman-Pascha-Moschee

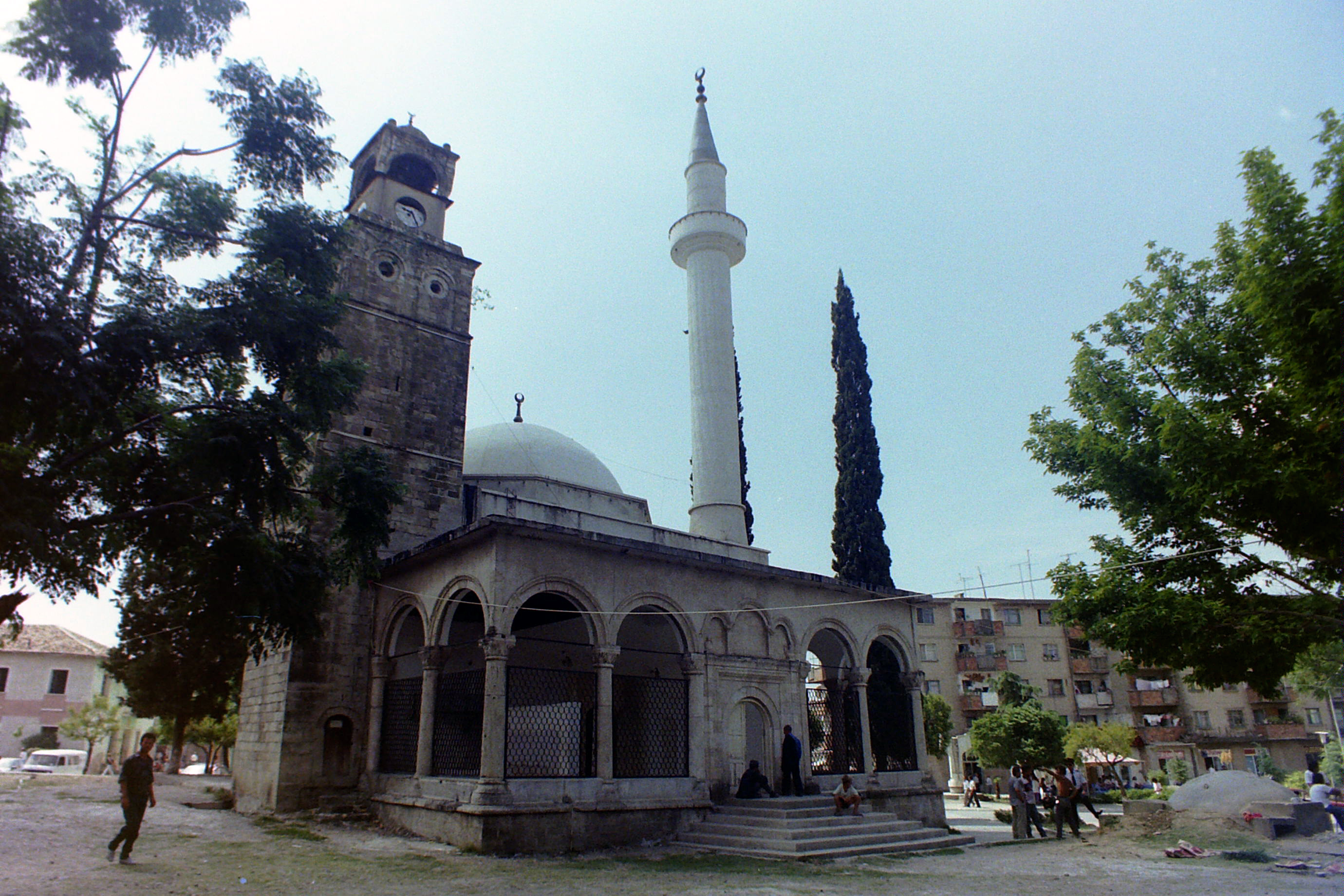
Abdurrahman-Pascha-Moschee mit Uhrturm

Die Abdurrahman-Pascha-Moschee (albanisch Xhamia e Abdurrahman Pashës) bzw. „Moschee mit Uhr“ (Xhamia me Sahat) ist eine Moschee in der mittelalbanischen Kleinstadt Peqin.
Die Moschee befindet sich am zentralen Platz des alten Städtchens am wichtigen Verbindungsweg zwischen Durrës und Elbasan. Der ursprüngliche Bau der Kuppel-Moschee wurde von Abdurrahman Abdi Pascha im Jahr 1666 oder 1667 errichtet. Später durch einen Brand zerstört, wurde sie in den 1830er Jahren von seinem Nachfahren Cafer Sadık Pascha wiederaufgebaut. Gleich daneben wurde gleichzeitig ein Uhrturm errichtet. Als quadratischer Kuppelbau ähnelt sie der Et’hem-Bey-Moschee in Tirana. Der Grundriss betrug 14 Meter im Quadrat und wurde von einer hohen Kuppel überragt. Zahlreiche Fenster spendeten viel Licht im Innenraum. Ein schmales und sehr hohes Minarett, dessen Grundmauern zum Teil zum Würfel gehörten, war angegliedert. Eine offene Vorhalle mit zahlreichen Säulen, Holzdach und roten Ziegeln steht vor dem Eingang.

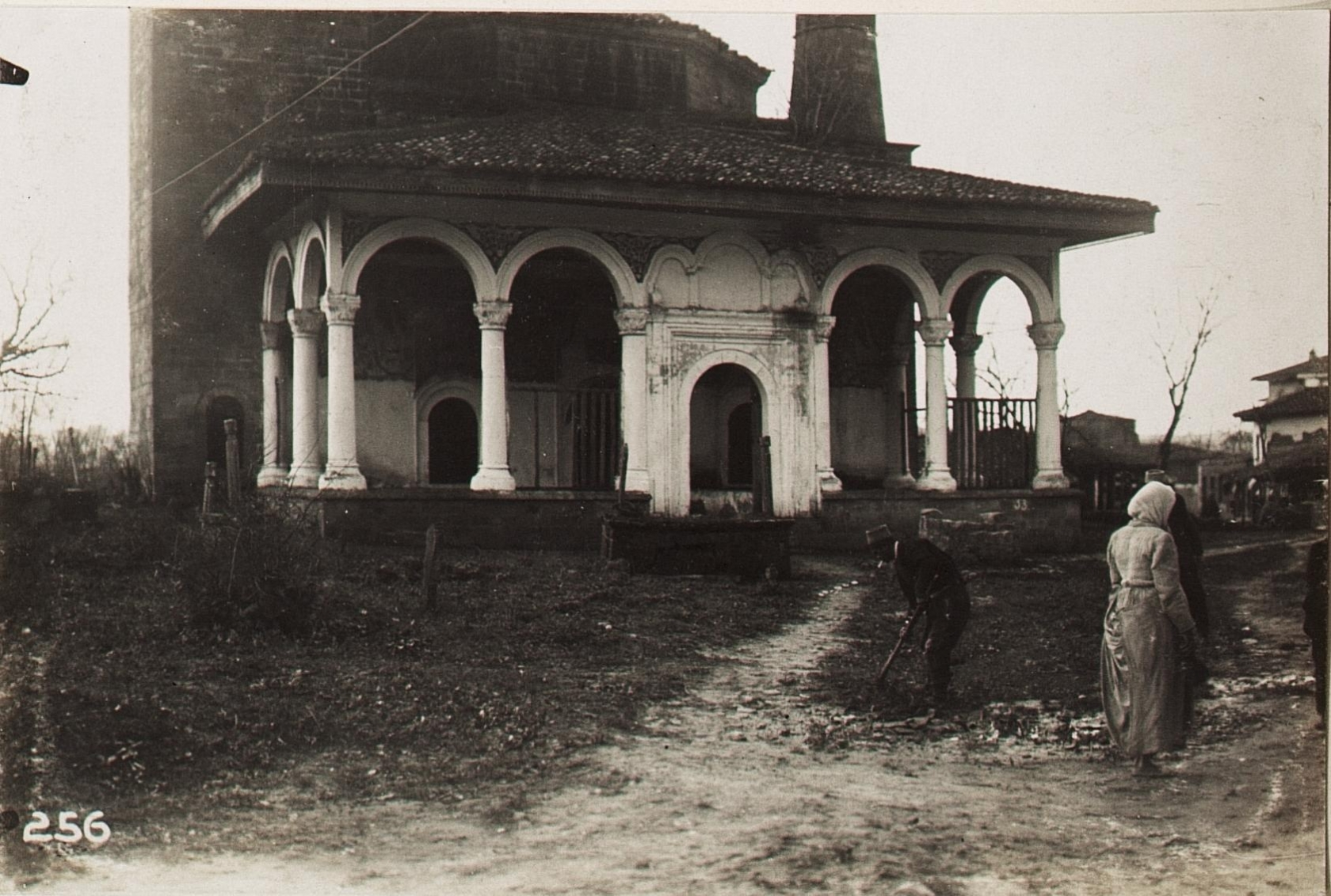
Der Vorgängerbau um 1917; 1970 wurde das Gebäude zerstört.

Die Moschee wurde um 1970 zerstört, nachdem der Diktator Enver Hoxha Albanien zum atheistischen Staat erklärt und den Islam als Religion verboten hatte. Nur Uhrturm und Vorhalle blieben erhalten – Letztere diente fortan als Café. Der Uhrturm wurde 1963 zum nationalen Kulturdenkmal erklärt.
Nach dem Zusammenbruch der sozialistischen Diktatur wurde 1992 mit dem Wiederaufbau der Moschee begonnen. Der Neubau richtete sich nach der Vorlage des zerstörten Gotteshauses und mit Einbezug von Material, das in den Archiven des Instituts für Kulturgüter gefunden wurde. Die Kuppel wurde jedoch mit Blei anstelle von Ziegeln gedeckt und bunt gestrichen.